# 波希米亞的希多妮
波希米亞的希多妮（德語：Sidonie von Böhmen，1449年11月11日—1510年2月1日），本名茲丹卡（Zdenka），薩克森公爵夫人，父親是波希米亞國王波傑布拉德的伊日。

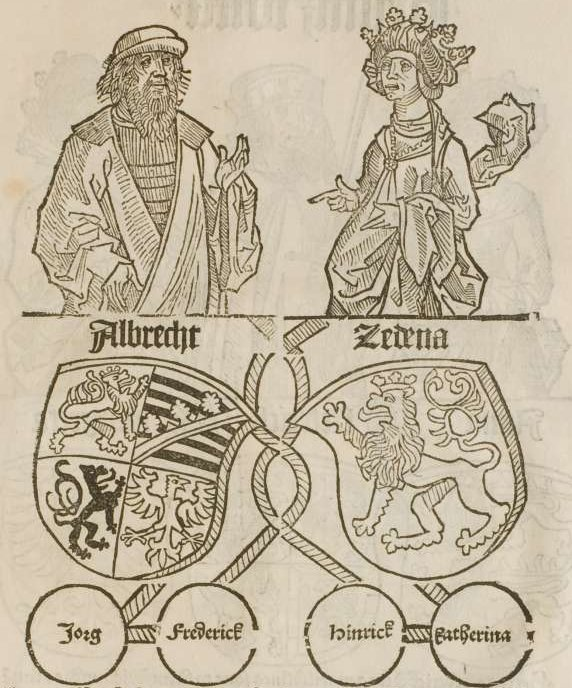

## 家庭
1464年，希多妮與薩克森公爵阿爾布雷希特三世結婚，兩人共有3子1女：
1. 卡塔里娜（英语：Catherine of Saxony, Archduchess of Austria）（1468年—1524年）
2. 格奧爾格（1471年—1539年）
3. 亨利四世（1473年—1541年）
4. 腓特烈（1473年—1510年）